# 水西门街道
水西门街道，是中华人民共和国湖南省邵陽市武冈市下辖的一个乡镇级行政单位。

## 行政区划
水西门街道下辖以下地区：
水西门社区、竹山社区、大炮台社区、普岭社区、陶侃社区、庆丰村、富田村和新光村。